# Mitsubishi
Mitsubishi Group (三菱グループ Mitsubishi Gurūpu) là một tập đoàn công nghiệp nặng đa quốc gia của Nhật Bản.

## Lịch sử
Công ty Mitsubishi đầu tiên là một công ty chuyển hàng thành lập bởi Iwasaki Yatarō vào năm 1870. Năm 1873, tên công ty được đổi thành Mitsubishi Shoukai (三菱商会: Tam Lăng thương hội). Tên Mitsubishi (三菱 (Tam Lăng)) có nghĩa là "3 củ ấu", loại củ có hai đầu nhọn. Từ nguồn gốc đó mà Mitsubishi xếp ba củ ấu cách điệu làm biểu trưng cho hãng.
Công ty chuyển sang lĩnh vực khai thác than năm 1881 sau khi mua mỏ than Takashima và đảo Hashima năm 1890, sử dụng sản phẩm làm nguyên liệu cho đội tàu thủy hơi nước. Công ty cũng bắt đầu đa dạng hóa kinh doanh sang các lĩnh vực đóng tàu, bảo hiểm, xếp gỡ hàng và thương mại. Sau này sự đa dạng hóa được tiếp tục với việc Mitsubishi xâm nhập thêm vào các lĩnh vực khác như sản xuất giấy, thép, thủy tinh, hàng điện tử, đóng tàu sân bay, khai thác dầu mỏ và kinh doanh bất động sản. Khi Mitsubishi xây dựng thành một nghiệp đoàn lớn, công ty này đóng vai trò quan trọng trong quá trình hiện đại hóa nền công nghiệp Nhật Bản.
Vì quá trình đa dạng hóa, Mitsubishi sau đó đã thành lập ba công ty con tiêu biểu:
- Mitsubishi Bank (giờ là một phần Mitsubishi UFJ Financial Group) thành lập năm 1919. Sau khi sáp nhập với ngân hàng Tokyo năm 1996, và UFJ Holdings năm 2004, đây trở thành ngân hàng lớn nhất Nhật Bản.
- Mitsubishi Corporation, thành lập năm 1950, công ty thương mại lớn nhất Nhật Bản.
- Mitsubishi Heavy Industries, bao gồm ba công ty công nghiệp con là:
  - Mitsubishi Motors, nhà sản xuất ô tô lớn thứ sáu của Nhật Bản.
  - Mitsubishi Atomic Industry, một công ty năng lượng nguyên tử.
  - Mitsubishi Chemical Holdings, công ty hóa chất lớn nhất Nhật Bản.

## Thế chiến 2
Trong suốt chiến tranh thế giới thứ II, Mitsubishi sản xuất tàu sân bay và máy bay chiến đấu, dưới sự chỉ đạo của kỹ sư hàng không Jiro Horikoshi. Mitsubishi Zero là máy bay tiêm kích chủ lực hoạt động trên tàu sân bay. Nó được các phi công của Hải quân Đế quốc Nhật Bản sử dụng trong trận đánh Trân Châu Cảng ngày 7 tháng 12 năm 1941 và trong rất nhiều lần khác, bao gồm cả trong các cuộc tấn công cảm tử Thần phong.

## Kỷ nguyên mới
Mitsubishi tham gia vào quá trình phát triển kinh tế chưa từng có của Nhật Bản trong thập niên 1950 và 1960. Khi Nhật Bản phát triển những ngành công nghiệp năng lượng và nguyên liệu. Mitsubishi đã lập ra các công ty Mitsubishi Petrochemical, Mitsubishi Atomic Power Industries, Mitsubishi Liquefied Petroleum Gas và Mitsubishi Petroleum Development.
Mitsubishi tiếp tục phát triển các công nghệ mới trong các lĩnh vực khác như phát triển không gian, hàng không, phát triển đại dương, công nghệ thông tin, máy tính và chất bán dẫn. Các công ty của Mitsubishi cũng tham gia vào các lĩnh vực hàng hóa tiêu dùng và dịch vụ.
Năm 1970, Các công ty của Mitsubishi thành lập Mitsubishi Foundation để kỉ niệm 100 năm ngày thành lập của công ty. Tính đến năm 2007, Mitsubishi Corporation, một thành viên của tập đoàn Mitsubishi, là công ty thương mại lớn nhất Nhật Bản với hơn 200 cơ sở hoạt động tại khoảng 80 quốc gia trên thế giới. Cùng với hơn 500 công ty con, Mitsubishi có khoảng 54,000 nhân công trên toàn cầu.

## Các công ty con

### Các thành viên chủ chốt
- 3 Diamonds Seafood Co.
- Asahi Glass Co.
- The Bank of Tokyo-Mitsubishi UFJ, Ltd.
- Kirin Brewery Co., Ltd.
- Meiji Yasuda Life Insurance Company
- Mitsubishi Electric Corporation
- Mitsubishi Estate Co.
- Mitsubishi Motors (Automobile manufacturing and sales)
- Mitsubishi Paper Mills, Ltd.
- Mitsubishi Plastics, Inc.
- Mitsubishi Rayon Co., Ltd.
- Mitsubishi Research Institute, Inc.
- Mitsubishi Shindoh Co., Ltd.
- Mitsubishi Steel Mfg. Co., Ltd.
- Mitsubishi UFJ Trust and Banking Corporation (part of Mitsubishi UFJ Financial Group)
- Mitsubishi UFJ Securities
- Nikon Corporation
- Nippon Oil Corporation
- NYK Line (Nippon Yusen Kabushiki Kaisha)
- P.S. Mitsubishi Construction Co., Ltd.
- Tokio Marine & Nichido Fire Insurance Co., Ltd.

### Các tổ chức liên quan
- Atami Yowado
- Chitose Kosan Co., Ltd.
- Dai Nippon Toryo Co., Ltd.
- The Dia Foundation for Research on Ageing Societies
- Diamond Family Club
- Kaitokaku
- Koiwai Noboku Kaisha, Ltd.
- LEOC JAPAN Co., Ltd.
- Marunouchi Yorozu Corp.
- Meiwa Corporation
- Mitsubishi C&C Research Association
- Mitsubishi Club
- Mitsubishi Corporate Name and Trademark Committee
- Mitsubishi Economic Research Institute
- The Mitsubishi Foundation
- Mitsubishi Kinyokai
- Mitsubishi Marketing Association
- Mitsubishi Motors North America
- Mitsubishi Public Affairs Committee
- The Mitsubishi Yowakai Foundation
- MT Insurance Service Co., Ltd.
- Seikado Bunko Art Museum
- Shonan Country Club
- Sotsu Corporation
- The Toyo Bunko
- Seikei University

## Liên kết
- Danh mục website các công ty của Mitsubishi
- Mitsubishi Motors Việt Nam
- Ủy ban vấn đề đại chúng Mitsubishi Lưu trữ ngày 28 tháng 12 năm 2005 tại Wayback Machine